# Książę Abercorn
Książę Abercorn (en. Duke of Abercorn) – brytyjski tytuł parowski kreowany w 1868 r. w parostwie Irlandii dla Jamesa Hamiltona, 2. markiza Abercorn.

## Informacje ogólne
- Dodatkowymi tytułami księcia Abercorn są:
  - markiz Abercorn
  - markiz Hamilton
  - hrabia Abercorn
  - wicehrabia Strabane
  - wicehrabia Hamilton
  - lord Paisley
  - lord Abercorn
  - lord Paisley, Hamilton, Mountcastell i Kilpatrick
  - lord Hamilton
  - baron Strabane
  - baron Mountcatle
  - baronet Dunalong
  - francuski tytuł księcia de Châtellerault (trwa o niego spór z boczną linią rodu, książętami Hamilton)
- Najstarszy syn księcia Abercorn nosi tytuł markiza Hamilton
- Najstarszy syn markiza Hamilton nosi tytuł wicehrabiego Strabane
- Rodową siedzibą książąt Abercorn jest Baronscourt niedaleko Strabane w hrabstwie Tyrone

Lordowie Paisley 1. kreacji (parostwo Szkocji)
- 1587–1621: Claud Hamilton, 1. lord Paisley
- 1621–1670: James Hamilton, 2. hrabia Abercorn

Hrabiowie Abercorn 1. kreacji (parostwo Szkocji)
- 1606–1618: James Hamilton, 1. hrabia Abercorn
- 1618–1670: James Hamilton, 2. hrabia Abercorn
- 1670–1680: George Hamilton, 3. hrabia Abercorn
- 1680–1691: Claud Hamilton, 4. hrabia Abercorn
- 1691–1701: Charles Hamilton, 5. hrabia Abercorn
- 1701–1734: James Hamilton, 6. hrabia Abercorn
- 1734–1744: James Hamilton, 7. hrabia Abercorn
- 1744–1789: James Hamilton, 8. hrabia Abercorn
- 1789–1818: John James Hamilton, 9. hrabia Abercorn

Markizowie Abercorn 1. kreacji (parostwo Wielkiej Brytanii)
- 1790–1818: John James Hamilton, 1. markiz Abercorn
- 1818–1885: James Hamilton, 2. markiz Abercorn

Książę Abercorn 1. kreacji (parostwo Irlandii)
- 1868–1885: James Hamilton, 1. książę Abercorn
- 1885–1913: James Hamilton, 2. książę Abercorn
- 1913–1953: James Albert Edward Hamilton, 3. książę Abercorn
- 1953–1979: James Edward Hamilton, 4. książę Abercorn
- 1979 -: James Hamilton, 5. książę Abercorn

Linia Sukcesji
- James Hamilton Markiz Hamilton (ur. 1969r.) – starszy syn 5.Księcia Abercorn
- James Hamilton Wicehrabia Strabane (ur. 2005r.) – starszy syn Markiza Hamilton i wnuk 5.Księcia Abercorn
- Lord Claudius Hamilton (ur. 2007r.) – młodszy syn Markiza Hamilton i wnuk 5.Księcia Abercorn
- Lord Mikołaj Hamilton (ur. 1979r.) – młodszy syn 5.Księcia Abercorn
- Lord Claudius Hamilton (ur. 1939r.) – młodszy syn 4.Księcia Abercorn i brat 5.Księcia Abercorn
- Sir Alexander Hamilton (ur. 1987r.) – syn Lorda Claudiusa Hamiltona i wnuk 4.Księcia Abercorn